# Thoros Ier (prince d'Arménie)
Thoros Ier (en arménien Թորոս Ա), mort le 17 février 1129, est un prince des Montagnes (Cilicie arménienne) roupénide ayant régné de 1102 à 1129. Il est le fils de Constantin Ier d'Arménie, seigneur de Bartzeberd et de Vahka.

## Biographie
Lorsqu'il succède à son père, il prend le titre de « seigneur des Montagnes », indiquant par là son indépendance et son contrôle des montagnes ciliciennes. Pour sauver la face, l'empereur Alexis Ier Comnène lui accorde le titre de « curopalate ». Mais cela ne l'empêche pas de s'étendre vers le sud dans les plaines ciliciennes en occupant des territoires byzantins, entre autres la région des affluents du fleuve Jihoun et les forteresses d'Anazarbe et de Kendrawkaw.
Il meurt le 17 février 1129 et est enterré à Drazark.

## Mariages et enfants
Son épouse est inconnue et n'a donné naissance qu'à un seul fils :
- Constantin II (mort en 1129), prince des Montagnes.